# هروب الدجاج (لعبة فيديو)
هروب الدجاج (بالإنجليزية Chicken Run) هي لعبة فيديو من إنتاج شركة إيدوس إنتراكتيف و تي إتش كيو و أكتيفجن وطورت بواسطة شركة بليتز جيمز وتم طرحها في الأسواق لأول مره في 13 نوفمبر 2000 . وهي لعبة مغامرات مقتبسة من فيلم هروب الدجاج.

## القصة
القصة مقتبسة من فيلم هروب الدجاج وهو فيلم يحكي قصة مجموعه من الدجاج يحاولون الهروب من مزرعة السيدة تويدي لكن تكون في اللعبة على شكل مستويات ومراحل.

## روابط خارجية
- Chicken Run على موبي غيمز
- Chicken Run (Game Boy Color) على موبي غيمز